# Patricia Girard
Patricia Girard (zeitweilig Girard-Léno; * 8. April 1968 in Pointe-à-Pitre, Frankreich) ist eine französische Hürdenläuferin mit der 100-Meter-Distanz als Spezialstrecke.
Ihre sportliche Karriere begann sie als Sprinterin. Bei den Olympischen Spielen 1988 in Seoul kam sie über 100 Meter ins Halbfinale. 1990 wurde sie wegen Dopings für zwei Jahre gesperrt. Bei den Olympischen Spielen 1992 in Barcelona gelangte sie über 100 m ins Viertelfinale.
Bei Weltmeisterschaften gewann sie jeweils in der 4-mal-100-Meter-Staffel 1997 in Athen die Bronzemedaille, 1999 in Sevilla die Silbermedaille und 2003 in Paris/Saint-Denis die Goldmedaille. Im 100-Meter-Hürdenlauf kam sie 1993 in Stuttgart, 1995 in Göteborg, 1997 und 2001 in Edmonton ins Halbfinale. 1999 wurde sie Achte und 2003 Siebte.
Bei den Olympischen Spielen 1996 in Atlanta gewann sie die Bronzemedaille hinter der Schwedin Ludmila Engquist (Gold) und der Slowenin Brigita Bukovec (Silber). Vier Jahre später schied sie bei den Olympischen Spielen in Sydney im Viertelfinale aus. Bei den Europameisterschaften 2002 in München wurde sie Vierte.
Bei Hallenweltmeisterschaften gewann sie zweimal Bronze im 60-Meter-Hürdenlauf: 1993 in Toronto und 1997 in Paris.
1997 gewann sie Gold bei den Mittelmeerspielen.
Insgesamt wurde sie siebenmal französische Meisterin über 100 Meter Hürden (1993, 1995, 1997, 1999, 2001–2003).
Patricia Girard ist die Exfrau des Kickboxers Eddy Léno.

## Persönliche Bestzeiten
- 60 m (Halle): 7,25 s, 14. Februar 1998, Bordeaux
- 100 m: 11,11 s, 11. Juli 1994, Bondoufle
- 60 m Hürden (Halle): 7,84 s, 26. Februar 1995, Liévin; 9. März 1997, Paris
- 100 m Hürden: 12,59 s, 31. Juli 1996, Atlanta